# Casa a la plaça de l'Església, 3 (Abrera)
La Casa a la plaça de l'Església, 3 és una obra d'Abrera (Baix Llobregat) inclosa a l'Inventari del Patrimoni Arquitectònic de Catalunya.

## Descripció
Casa de planta rectangular amb coberta a dues aigües de teula àrab. Està estructurada en planta baixa i dos pisos superiors. La façana està arrebossada de blanc amb un sòcol a la part inferior. En l'eix central, al primer pis, hi ha un balcó i al segon una galeria de tres arcades de mig punt. Sobre d'aquests hi ha un rombe amb la data de 1828.